# Tilman Riemenschneider
Tilman Riemenschneider (ok. 1460 – 7. julij 1531) je bil nemški kipar in lesorezbar, ki je deloval v Würzburgu od leta 1483. Bil je eden najbolj plodovitih in vsestranskih kiparjev na prehodu med pozno gotiko in renesanso, mojster kamna in lipe.

## Življenjepis
Tilman Riemenschneider se je rodil okoli leta 1460 v Heiligenstadtu im Eichsfeldu v današnji Turingiji.:2
Ko je bil Riemenschneider star približno pet let, je bil njegov oče vpleten v nasilen politični spopad, Mainzer Stiftsfehde, zato je morala družina zapustiti Heiligenstadt in vse svoje imetje. Ponovno so se naselili v Osterode, kjer je njegov oče postal mojster kovnice (dober položaj v tistem času) in kjer je Riemenschneider preživel svoja otroška leta.
Riemenschneider je verjetno prvič prišel v Würzburg pri 18 letih v letih 1478/79.  Njegov stric je služil kot notar in finančni svetovalec tamkajšnjega škofa, vendar ni ostal dolgo. Okoli leta 1473 se je Riemenschneider izučil obrti kiparstva in lesorezbarstva, verjetno na Švabskem ali v Zgornjem Porenju - verjetno v Strasbourgu in/ali Ulmu. Takratni statut kiparskega ceha je zahteval, da vajenec obišče veliko različnih delavnic, da pridobi izkušnje. O tem obdobju njegovega življenja je zelo malo znanega, verjetno pa je prišel v stik z delom Martina Schongauerja, čigar bakrorezi so mu pozneje služili kot zgled.
Leta 1483 se je naselil v Würzburgu. 7. decembra 1483 se je kot slikarjev pomočnik pridružil Cehu slikarjev, kiparjev in steklarjev svetega Luke. 28. februarja 1485 se je poročil z Anno Schmidt (rojeno Uchenhofer), vdovo zlatarskega mojstra s tremi sinovi. Ta poroka mu ni prinesla samo premoženja, ampak je pomenila tudi, da je lahko končal vajeništvo in postal mojster.
Tudi leta 1485 je Riemenschneider postal meščan Würzburga, kar mu je omogočilo pridobitev statusa obrtnega mojstra, in odprl delavnico v Franziskanergasse, na domu svoje žene.
Njegovo najzgodnejše potrjeno delo je nagrobnik Eberharda von Grumbacha v Pfarrkirche v Rimparju. Morda je to vrsta dela, s katerim je začel, preden je dobil velika cerkvena naročila. Začel je prejemati številna naročila mestnih svetov Würzburga in sosednjih mest. Najzgodnejše veliko delo, ki mu ga pripisujejo, je Franziskusaltar v cerkvi sv. Jakoba v Rothenburgu ob der Tauber, ki je v cerkvenem vodniku opisano kot »okoli 1490«, vendar je njegov slog v primerjavi z drugimi deli tega datuma precej primitiven, kar kaže na je morda starejše delo, včasih iz leta 1485. Leta 1490 je mestni svet Münnerstadta naročil oltarno sliko za oltar sv. Marije Magdalene, župnijsko cerkev, ki je vključevala izrezljano Marijo Magdaleno s šestimi angeli. Postavljena je bila leta 1492. Leta 1491 je mestni svet Würzburga naročil dve kamniti figuri Adama in Eve v naravni velikosti za južni portal cerkve sveta, Marienkapelle (postavljeno leta 1493).[2]: 2
Leta 1494 je Riemenschneiderjeva prva žena umrla in zapustila ga je s tremi pastorki in hčerko. V skladu s časom in svojim statusom se je leta 1497 znova poročil z Anno Rappolt.  Rodila mu je dve hčerki in tri sinove, za katere se zdi, da so vsi podedovali očetov umetniški talent. Leta 1495 je ustvaril kip Marije z otrokom (Pfarrkirche St Bernard v Würzburgu).
Sledilo je bolj odmevno delo: leta 1496 je Riemenschneider prejel naročilo, naj izkleše grob knezoškofa Rudolfa von Scherenberga v Würzburški stolnici. Dostavljen je bil leta 1499, istega leta, ko je prispelo naročilo za cesarsko grobnico v Bamberški stolnici (dostavljeno 1513).
Do leta 1500 si je pridobil izjemen sloves umetnika in postal bogat meščan Würzburga. Ne samo, da je imel v lasti številne hiše, ampak je bil tudi posestnik s svojimi vinogradi. V njegovi cvetoči delavnici je delalo kar 40 vajencev, ki so se ukvarjali z rezbarjenjem, kiparjenjem in slikanjem.
Novembra 1504 je Riemenschneider postal član Unterrat (svetnik) mesta Würzburg, to službo je opravljal do leta 1525.  Ta funkcija mu ni prinesla le družbenega statusa, ampak mu je tudi pomagala pridobiti veliko velikih in donosna naročila.
Leta 1508 se je Riemenschneider poročil z Margaretho Wurzbach. Od leta 1509 do 1522 je bil štirikrat član Oberrata. Ponovno se je poročil leta 1520 z žensko, za katero je znano samo ime Margarethe. Leta 1520/1 je bil Riemenschneider župan Würzburga (v srednjem veku sta bila vedno dva človeka na tem položaju hkrati).
Njegov vse večji angažma v lokalni politiki v času velikih naročil je pomenil, da so njegovi vajenci prevzeli vidnejšo vlogo pri ustvarjanju izdelkov delavnice. Umetnostni zgodovinarji so lahko identificirali določene figure kot delo posameznih delavcev.
Med nemško kmečko vojno je bil Riemenschneider eden izmed članov mestnega sveta, ki ni hotel ubogati ukaza würzburškega knezoškofa Konrada von Thüngena, naj se bori proti upornim kmetom. 4. junija 1525 je bila kmečka vojska uničena z 8000 ubitimi, tik pred Würzburgom, s strani čet Georga, upravitelja Waldburg-Zeila in škofa. Po vdaji mesta je bil celoten mestni svet, vključno z Riemenschneiderjem, zaprt in mučen v trdnjavi Marienberg. Trditev, da sta mu med mučenjem zlomljeni obe roki, kar je končalo njegovo umetniško kariero, danes velja za legendo brez podlage.  Verjetno je nastala šele v 19. stoletju po njegovem »ponovnem odkritju«.:24 Skupaj s preostalim članom sveta je bil Tilman po dveh mesecih osvobojen, pri čemer je izgubil večino svojega premoženja. Edino naročilo, za katerega je znano, da ga je prejel po tem, je bilo delo leta 1527 za benediktinski samostan v Kitzingenu.  Do svoje smrti 7. julija 1531 v Würzburgu je živel upokojen s svojo četrto ženo. Njegov sin Jörg iz drugega zakona je po njegovi smrti nadaljeval delavnico.
Zaradi izgube statusa je bil Riemenschneider kot umetnik kmalu pozabljen, razen dveh nagrobnikov škofov Rudolfa von Scherenberga in Lorenza von Bibra v Würzburški stolnici. Šele ko so leta 1822 med Würzburško stolnico in Neumünstrom odkrili njegov nagrobnik, je širša publika prepoznala njegov izjemen položaj v gotskem kiparstvu. Za razliko od Albrechta Dürerja ali Veita Stossa je Riemenschneider pravo slavo pridobil šele posmrtno.

## Umetnost
Skulpture in rezbarije Tilmana Riemenschneiderja so v poznogotskem slogu, čeprav njegova kasnejša dela kažejo manieristične značilnosti. Predvsem grobnica Lorenza von Bibra velja za eno od del, ki označujejo prehod iz gotske v renesančno umetnost. Za njegovo delo je značilna ekspresivnost obrazov figur (pogosto obrnjenih navznoter, kot na »avtoportretu«) ter njihova detajlna in bogato nagubana obleka. Poudarek na izražanju notranjih čustev ločuje Riemenschneiderjevo delo od dela njegovih neposrednih predhodnikov.
Riemenschneiderjev zgodnji uspeh kot kiparja je bil posledica plastičnosti njegovih del, z veliko pozornostjo pri modeliranju gub oblačil. Ta način oblikovanja oblačil ter značilni ovalni obrazi in mandljaste oči so se zgledovali po umetnosti iz regije Gornjega Porenja iz sedemdesetih let 14. stoletja, kar nakazuje, da se je Riemenschneider svojega poklica morda naučil tam ali v Ulmu. Kasnejša dela so izgubila nekaj volumna zgodnjih kipov, kar je omogočilo učinkovitejšo produkcijo.[2]: 7–8
Riemenschneider danes velja za enega prvih kiparjev 15. stoletja, ki ni dal poslikati vseh svojih figur. Pred 1490-imi je skoraj vsako skulpturo v več plasteh poslikal drug umetnik, ki je pogosto vzbujal več občudovanja kot kipar. Umetnostni zgodovinarji še vedno razpravljajo o razlogih za prehod na novo vrsto umetnosti, kjer je bil viden les.
Riemenschneider je delal tako v lesu kot v kamnu. Domnevajo, da se je najprej naučil klesati v kamen in se šele kasneje posvetil rezbarstvu v lesu. Nekatere lesene figure, čeprav nedvomno njegovo lastno delo, kažejo nekatere znake manj kot popolne izbire lesa ali ravnanja.
Souren Melikian najboljša Riemenschneiderjeva dela, kot je Devica ob poslušanju oznanjenja, postavlja v isto ligo kot oljne slike Albrechta Dürerja. Umetnostni zgodovinar Kenneth Clark meni, da so Riemenschneiderjeve figure odraz resne osebne pobožnosti v Nemčiji v poznem 15 stoletju in kot znanilci prihajajoče reformacije. Med njegovimi nasledniki in/ali učenci sta bila Peter Breuer in Philipp Koch.

## Glavna dela
Največjo zbirko njegovih del, 81 kosov, je mogoče najti v Mainfränkisches Museum v trdnjavi Marienberg v Würzburgu.
- Hassenbacher Vesperbild, cerkev Hassenbach, okoli 1490, les
- Oltar poslavljanja apostolov, Allerheiligenkirche, Kleinschwarzenlohe pri Nürnbergu, 1491
- Oltarni del, Marija Magdalena, Münnerstadt, 1490/1492
- Adam in Eva, prvotno Marijina kapela, Würzburg, Mainfränkisches Museum, 1491/1493
- Skulptura škofa Rudolfa von Scherenberga, Würzburška stolnica, 1496/1499
- Cesarjev grob, Bamberška stolnica, 1499/1513
- Marija Saloma in Zebedee, Würzburg 1501-5, zdaj v muzeju Victoria in Albert v Londonu
- Sv. Ana in njeni trije možje, München, Bayerisches Nationalmuseum, 1505/1510, les
- Žalujoča Marija, Würzburg, Mainfränkisches Museum, okoli 1505
- Marijin oltar, Creglingen, okoli 1505/1508, les
- Oltar apostolov, Oltar cerkvenih očetov in Oltar Marijinega oznanjenja, rezbarija sv. Kiliana, razpelo, epitaf Hansa von Bibra, cerkev sv. Leva, Bibra pri Meiningenu, okoli 1500, les razen epitafa
- Križanje, Cerkev sv. Nikolaja v Eisingenu, Bavarska, 1500—1505
- Oltar Svete Krvi, Jakobskirche, Rothenburg ob der Tauber, 1501—1505, les
- Oltar apostolov, St.-Kilians-Kirche zu Windsheim, 1509, zdaj v Kurpfälzisches Museum, Heidelberg
- Oltar križanja, cerkev Detwang (Rothenburg ob der Tauber), 1510/1513, zdaj v Kurpfälzisches Museum, Heidelberg
- Grobnica škofa Lorenza iz Bibre, würzburška stolnica, 1520/1522
- Madonna rožnega venca, romarska cerkev Maria im Weingarten, pri Volkachu, okoli 1521/1524
- Objokovanje Kristusa, opatijska cerkev Maidbronn pri Würzburgu, 1525
- Marijino vnebovzetje, osrednja plošča oltarne slike iz Creglingena, Herrgottskirche, Creglingen, 1495–1499

## V literaturi
Lik Goldmund v knjigi Hermanna Hesseja Narcis in Goldmund iz leta 1930 služi kot vajenec pri kiparskem mojstru, ki je družbeno ugleden v mestu, kjer je delal in čigar lik se zdi, da ohlapno temelji na Riemenschneiderju. Služi kot umetniški navdih za Goldmunda in kot folija za manj zadržan temperament Goldmunda.
Hesse opisuje Riemenschneiderjev kip Marije z otrokom, ki prebiva v župnijski cerkvi sv. Bernarda v Würzburgu kot:
»Zasanjano zre iz svoje steklene vitrine, daleč stran od našega sveta ... v svoji gracioznosti in razlikovanju je prefinjena do stopnje popolnosti, ki daleč presega tisto, ki jo ima današnje človeštvo.«
Zaplet prvega skrivnostnega romana Vicky Bliss Elizabeth Peters, Izposojevalec noči (1973), se osredotoča na iskanje pogrešane Riemenschneiderjeve skulpture. Večina dogajanja se odvija v Rothenburg ob der Tauber.